# Удав мадагаскарський
Удав мадагаскарський (Acrantophis madagascariensis) — неотруйна змія з роду Мадагаскарський удав родини Удавові. Інша назва «північномадагаскарський удав».

## Опис
Загальна довжина досягає 2,5—3 м, дуже рідко 3,2 м. Самиці трохи більші за самців. Голова невелика, витягнута, чітко відокремлена від тулуба. Присутні великі щитки з боків голови. Тулуб щільний та кремезний. Хвіст дуже короткий. Термолокаційні ямки відсутні. Загальні кольори шкіри — червоно-коричневий або коричневий. Забарвлення тулуба складається з ромбоподібних плям на спині та хитромудрого «окулярного» малюнка з боків, доповнюється інтенсивним синювато-зеленим металевим блиском, особливо яскравим на задній частині тулуба.

## Спосіб життя
Полюбляє тропічні ліси, де тримається завжди поблизу водойм. Гарно пересуваються по землі, деревам та чагарникам. Активні у сутінках або вночі. Живляться дрібними ссавцями або гризунами.
Це живородна змія. Самка народжує 3-6 дитинчат.

## Розповсюдження
Це ендемік о. Мадагаскар.